# برايان مكلور
برايان مكلور (بالإنجليزية: Brian McClure)‏ هو لاعب كرة قدم أمريكية أمريكي، ولد في 28 ديسمبر 1963 في رافينا في الولايات المتحدة.

## وصلات خارجية
- برايان مكلور على موقع مرجع كرة القدم المحترفة.كوم (الإنجليزية)